# Sibianor latens
Sibianor latens är en spindelart som först beskrevs av Dmitri Viktorovich Logunov 1991.  Sibianor latens ingår i släktet Sibianor och familjen hoppspindlar. Inga underarter finns listade i Catalogue of Life.